# تمرد البنادقة
ثوره البنادقه، قد بدأت ثورتهم التي ظهرت في شهر يوليو عام(1915) في قرية كايا القريبه من هضبه السفرجل الموجوده بين الحدائق مع (المراشلى) قهرمان مرعشوذلك من قبل الارمنيين المتمردين حتى 600 عام.

## تطور الأحداث
في عام 1915 حدد الأرمنين مراكز الحركة للبنادقه في القرية. وفي القرى المحيطه كانت تقام صفقات في هذه الأماكن وتجمع الأسلحة والغذاء. قد توجهو بحركه مباشره منفصلين عن الجيش الرابع.والجيش المتحد قد حاصر القرية في أوائل شهر يوليو.

## الاحداث
وعقب عدم إعطاء نتيجه عن التحذيرات التي أُقيمت وبدأت الحرب على مجموعات الارمنين. والأرمن المتمردين تجاوبوا أيضاً في هذه الحرب بالأسلحة من خنادق جنود القبائل التي قد جهزوها قبل ذلك في الهضبات التي في الغرب والجنوب وخاصه التي في الشمال وذلك في داخل القرية. وبعد ذلك قد صعبوا حركات الجيش مطلقين النار على الأماكن التي اختبئوا فيها والبيوت التي دخلوها. وقد انتهت الصراعات وذلك بعد الهجمات الحربيه وحروب الخنادق التي قد تحققت بين كلا الطرفين.

## النتائج
عندما انتهت الاحداث: اُحرق حمام واحد مع عشره منازل في(كوبزلى) و اثنى عشرة منزل في (ارشادلمى) ومات شيخ مسن خنقا في الثمانين من عمره واُصيب كثير من الناس فقد مات اثنان من قوه الدرك واُصيب ثلاثه من البنادقه ومات عشرون تركى وهُدمت خمس حمامات و ثلاثه وثلاثون منزل.